# Jezioro Graniczne (Bory Tucholskie)
Jezioro Graniczne – jezioro w Polsce, położone w województwie pomorskim, w powiecie kościerskim, w gminie Kościerzyna.

## Charakterystyka
Jest to jezioro rynnowe w północno-wschodniej części mezoregionu Bory Tucholskie. Graniczne jest etapem szlaku wodnego Graniczna-Trzebiocha łączącego jezioro Garczyn z akwenem jezior Wdzydzkich. Nad zachodnim brzegiem jeziora leży duża wieś kaszubska Łubiana, północnym brzegiem prowadzi trasa linii kolejowej Kościerzyna-Chojnice. Południowo-wschodni akwen jeziora charakteryzuje się wysokimi brzegami i brakiem zalesienia. Jezioro Graniczne pełni przede wszystkim funkcje rekreacyjno-turystyczne (szlak wodny i domki letniskowe). 

## Dane morfometryczne
Powierzchnia zwierciadła wody według różnych źródeł wynosi od 18,4 ha do 20,0 ha.
Zwierciadło wody położone jest na wysokości 145,3 m n.p.m..